# Perilampella hecataeus
Perilampella hecataeus är en stekelart som först beskrevs av Francis Walker 1839.
Perilampella hecataeus ingår i släktet Perilampella och familjen puppglanssteklar. Inga underarter finns listade i Catalogue of Life.